# Turismo Carretera
A Turismo Carretera (TC), é uma categoria de stock car disputada na Argentina. Considerada a mais importante categoria de automobilismo da Argentina, a TC foi criada em 1937, como Campeonato Argentino de Velocidade pelo Automóvel Clube Argentino (ACA). A TC é o campeonato de automobilismo mais antigo do mundo, sendo disputado desde 1937, sendo só interrompido entre 1943 a 1946.
Seu nome atual (que começou a ser utilizado em 1937), é a conjunção do termo turismo, dos carros utilizados, e do termo em espanhol carretera, que significa estrada, devido a serem os lugares onde se disputava as corridas da categoria inicialmente. Na década de 90, as corridas em estradas terminaram, sendo a categoria somente disputada em autódromos.
Ao longo das décadas, os carros utilizados na TC se tornaram de stock cars para bolhas de corrida. Hoje se usam bolhas similares aos carros argentinos dos anos 70, como o Chevrolet Chevy, Dodge GTX, Ford Falcon e IKA Torino, além do Toyota Camry, lançado em 2022 na TC.

## História

### Era Clássica
As origens da TC tem lugar nos anos 30, mais exatamente em 20 de junho de 1937, quando foi autorizado pelo Automóvel Clube Argentino (ACA), a criação do Campeonato Argentino de Velocidade. O regulamento desse campeonato estipulava a participação somente de carros fechados com motorização original. As etapas deveriam ter 1000 km de extensão, passado por diversas estradas em toda a Argentina a velocidades acima de 120 km/h.
A primeira edição do torneio teria somente três etapas, sendo a primeira delas, vencida por Ángel Lo Valvo (usando o pseudônimo "Hipómenes"), aos comandos de um Ford V8 Coupé. Ao final da temporada, se sagraria campeão Eduardo Pedrazzini, também pilotando um Ford V8 Coupé. Em 1938, o torneio foi repetido e Ricardo Risatti I se sagrou campeão, também a bordo de um Ford V8 Coupé.

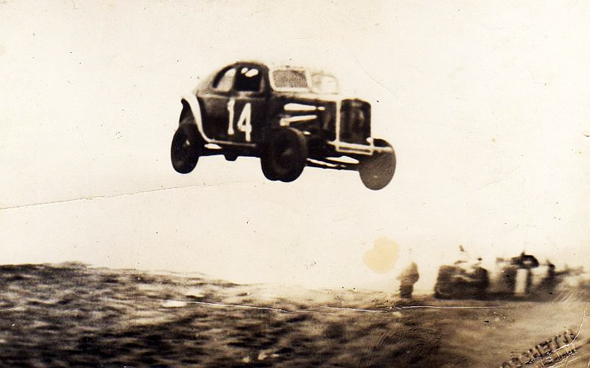
Ricardo Rissati I no Gran Premio Internacional de 1938, com um Ford V8 Coupé

Em 1939, a ACA decidiu criar o Campeonato Argentino de Carretera, no qual se disputaria simultaneamente ao Campeonato Argentino de Velocidade. Esses títulos seriam unificados para o ganhador do torneio. A unificação do termo turismo, dos carros utilizados, e do termo em espanhol carretera, que significa estrada, deu origem a um novo nome para o torneio, dando início ao Turismo de Carretera (que se tornaria no futuro, Turismo Carretera). Nesse torneio, houve cinco etapas, se sagrando campeão Ángel Lo Valvo, aos comandos de um Ford V8 Coupé.
A década de 40 foram tempos difíceis para a categoria, bem para o automobilismo em todo o mundo, devido a crise industrial provocada pela Segunda Guerra Mundial. Em 1940 e 1941, Juan Manuel Fangio se sagrou bicampeão, guiando um Chevrolet Master no que foram as primeiras vitórias para a Chevrolet na TC.
Em 1942, se correria somente duas etapas da TC, o Gran Premio del Sur, ocorrido nos dias 21 de janeiro a 1 de fevereiro, tendo como ganhador Estebán Fernandino, a bordo de uma Ford V8 Coupé , e o Gran Premio Mar y Serras, ocorrido no dia 2 de abril, tendo como vencedor Juan Manuel Fangio, a bordo de um Chevrolet Master.
Porém, com a entrada dos Estados Unidos na Segunda Guerra Mundial, houve uma parada completa nas exportações americanas, o que afetou a categoria, já que boa parte dos carros utilizados eram produzidos por fabricantes norte-americanas (majoritariamente Chevrolet e Ford), além da falta de combustível e pneus para a categoria, o que forçou que após o Gran Premio Mar y Serras, a categoria suspendesse as suas atividades por tempo indeterminado. Esta paralisação duraria até 1947, quando o fluxo de importações retornou ao normal e a categoria pode novamente disputar suas etapas.
Em 1947, a TC seria retomada como um torneio de três etapas, sagrando campeão Oscar Galvéz, que viria a ser bicampeão em 1948. Seu irmão mais novo, Juan Galvéz, viria a ser campeão em 1949.

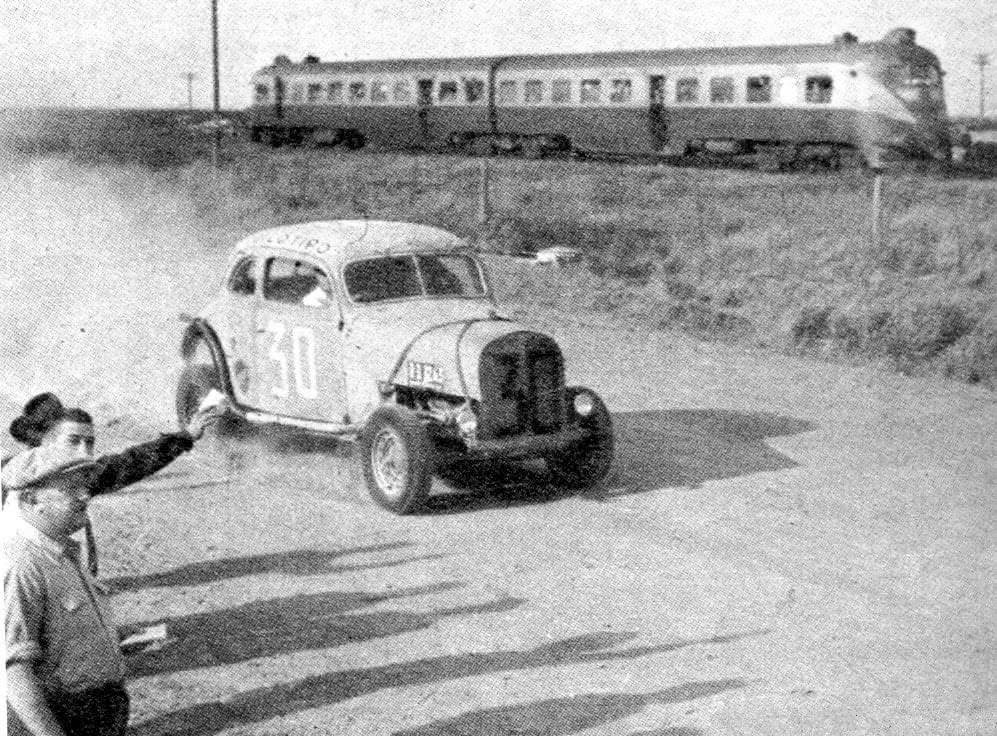
Um Ford V8 Coupé da TC, em 1951

Sem Fangio na TC (devido a ele ter ido para a Europa em 1948, para disputar a Fórmula 1, onde foi penta campeão da categoria), Oscar e Juan Galvéz dominaram a categoria nos anos seguintes, com Juan vencendo sete campeonatos e Oscar vencendo dois. Pilotando o Ford V8 Coupé, Oscar e Juan Galvéz venceram os campeonatos de 1950 a 1958, com exceção de 1959, que foi vencido por Rodolfo de Álzaga, também com o Ford V8 Coupé.
A superioridade numérica e mecânica dos Ford na década davam poucas chances para as outras marcas (que usavam motores seis cilindros, conta os V8 da Ford), como a Chevrolet, que venceu somente 9 etapas entre 1955 a 1959, conta 58 etapas vencidas pela Ford no mesmo período. Por parte da Chevrolet, se destacaram pilotos como Eusebio Marcilla, Domingo Marimón e Marcos Ciani, que tentaram contrapor a dominância da Ford.

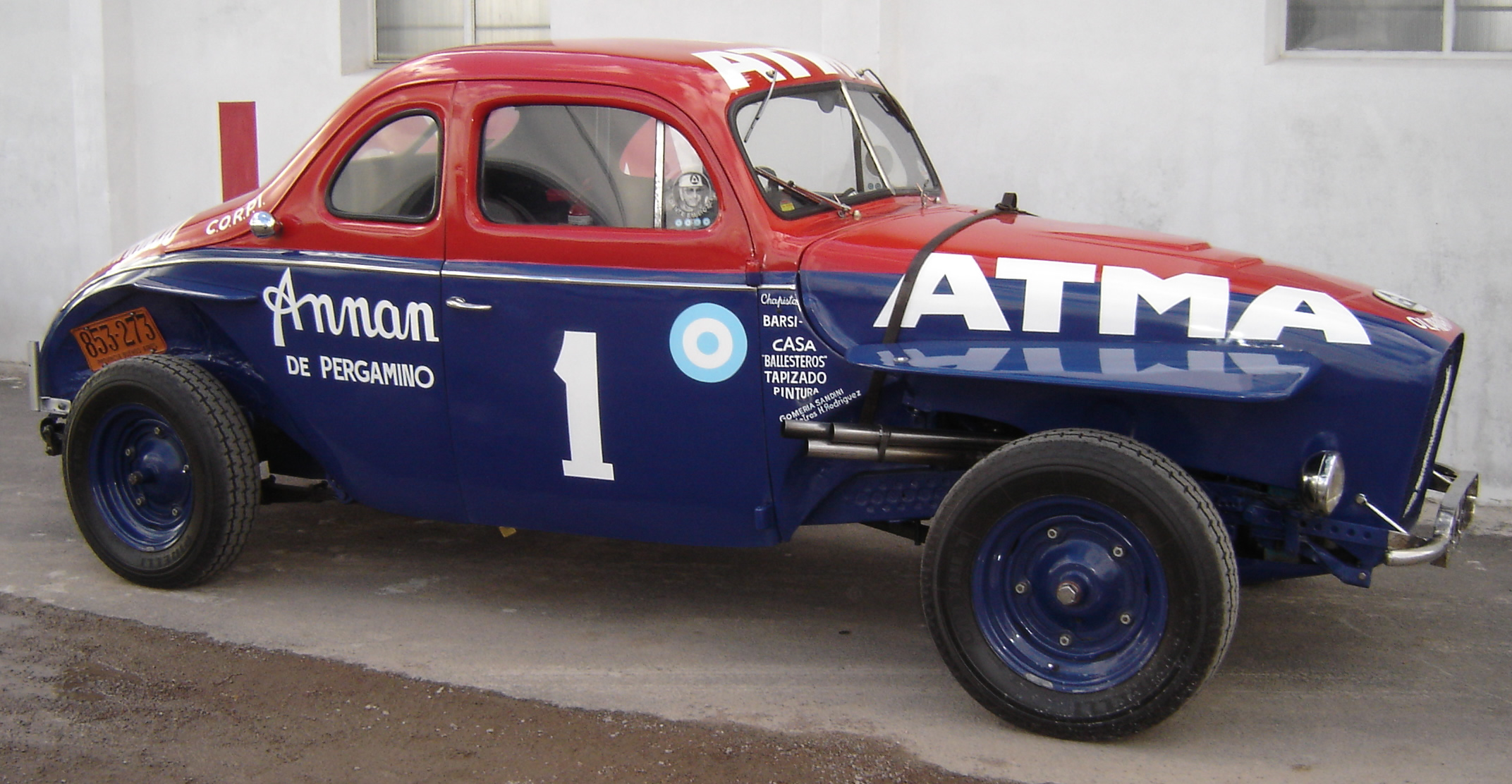
O Ford V8 Coupé "La Galera", utilizado pelos irmãos Emiliozzi para vencer os campeonatos da TC de 1962 a 1965.

O início dos anos 60 não tiveram muitas mudanças da completa dominação dos irmãos Galvéz nos anos 50, com Juan Galvéz vencendo em 1960 e Oscar Galvéz vencendo a temporada de 1961. Porém, Dante Emiliozzi venceria a temporada de 1962, iniciando a dominação da categoria por Emiliozzi que duraria até 1965. Os irmãos Emiliozzi (Dante como piloto e Torcuato como navegador), utilizavam uma carreteira Ford 1939 V8 Coupé modificada (batizada popularmente como "La Galera"); Esta carreteira tinha o primeiro motor Ford V8 OHC da história da Turismo Carretera e também foi a primeira carreteira a superar a barreira dos 200 km/h, sendo pilotada por Dante Emiliozzi à 203,526 km/h na Vuelta de Necochea de 1963.
O declínio da Ford na categoria começava a declinar, uma vez que a Chevrolet já começava a ser competitiva novamente e a Dodge teve seu primeira vitória na categoria, em 1964, sob os comandos de Marcos Ciani. Nesses anos, além dos irmãos Galvéz e Emiliozzi, também se desacataram pela Ford, Carmelo Galbato, Oscar Cabalén, Juan Carlos Navarone, Adolfo Sógolo, Fernando Piersanti e Jesús Ricardo Risatti. Na Chevrolet, se destacaram Félix Peduzzi, Pablo Gulle, Marcos Ciani (que iria pilotar carros da Dodge, logo após), Armando Jesús Rios, Carlos Pairetti e Jorge Ángel Pena, entre outros.

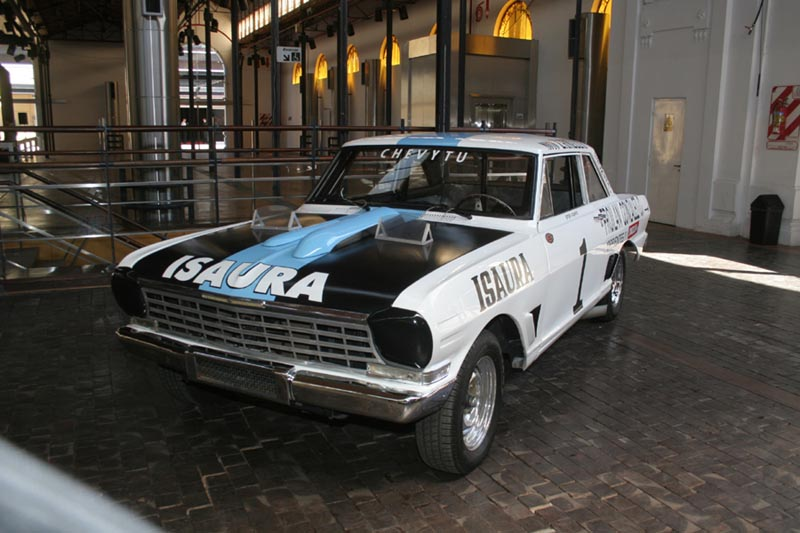
O Chevitú foi o primeiro carro moderno (para a época) a disputar a categoria após vários anos de uso de coupés dos anos 30.

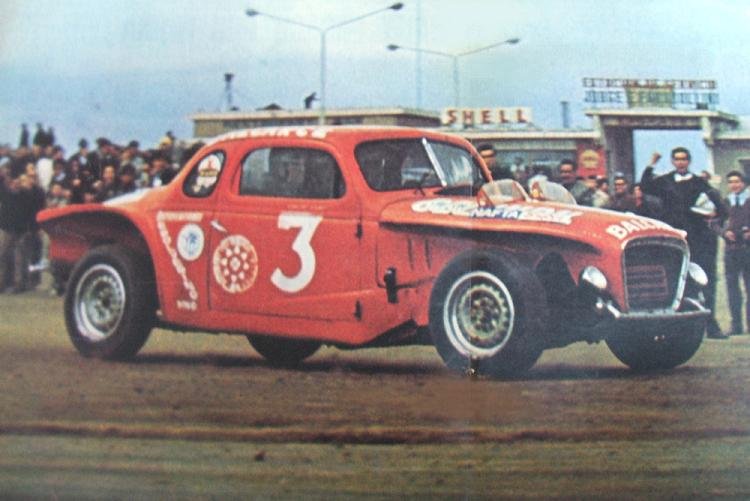
La Coloradita foi o úlitmo coupé dos anos 30 a vencer a Turismo Carretera, em 1966

Em 1964, apareceu o primeiro carro moderno (para a época) na categoria - que utilizava coupés dos anos 30 até o momento. José Froilán González havia inscrito uma Chevrolet Nova II, na qual foi chamado de "Chevitú", tendo como piloto, Jorge Cupeiro. Em 1965, a Chevitú seria um forte oponente a carreteira "La Galera", dos irmãos Emiliozzi, conquistando o vice-campeonato em 1965. Ao ver o sucesso da Chevitú, muitos pilotos foram substituindo seus veteranos carros dos anos 30 por modelos mais modernos nos próximos anos.
Em 1966, após 18 anos, a Chevrolet vence uma temporada da TC, com Juan Manuel Bordeu, a bordo da Chevrolet Master apelidada de "La Coloradita", conseguindo romper com a hegemonia da Ford, que durava desde a retomada do campeonato depois da Segunda Guerra Mundial. "La Coloradita" também foi o último coupé dos anos 30 a vencer um campeonato na TC, abrindo uma nova era no ano seguinte.

### A era dos Sport Protótipos

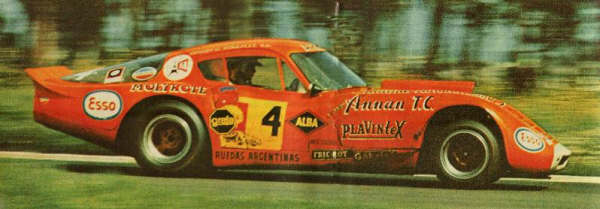
Trueno Naranja, vencedor da temporada de 1968 da TC

Após triunfo da "La Coloradita" em 1966, a TC começou uma nova era. A aparição dos primeiros carros compactos no mercado argentino revelava a realidade na TC: Havia a necessidade da substituição das carreteras dos anos 30 por carros mais modernos existentes no mercado nacional. Dessa forma, a General Motors estava presente com o Chevrolet 400, a Ford trazia o Ford Falcon e a Chrysler trazia o Chrysler Valiant. A IKA (Indústrias Kaiser Argentina) foi adicionada na categoria em 1966, com o IKA Torino.
Em 1967, um novo regulamento seria lançado, que permitia os preparadores fazer toda espécie de modificações que quisessem em seus carros, tornando-os algo mais similar a um sport protótipo que um carro de turismo. A partir daí, a TC viria a ter em seus grids vários protótipos, baseados nos coupés dos anos 20 e 30 (como o "El Cuadrado" ou "La Coloradita") , ou em carros modernos da época (Falcon F-100 e o Liebre-Torino), ou em carros estrangeiros com mecânica argentina (como o Chevitú ou o Mustang F-100). Nesse ano, Eduardo Copello levaria o título da TC com a Liebre-Torino Mk.II, sendo a primeira marca além da Ford ou Chevrolet a vencer a Turismo Carretera, e também seria o ano da última vitória de um coupé dos anos 30, com Eduardo Casá vencendo uma etapa "El Triangulo del Oeste" com o Ford V8 Coupé "El Trator de Tuqui". Em 1968, a Chevrolet volta a vencer um campeonato, com Carlos Pairetti, guiando o protótipo Fast-Chevrolet (mais conhecida como "Trueno Naranja").

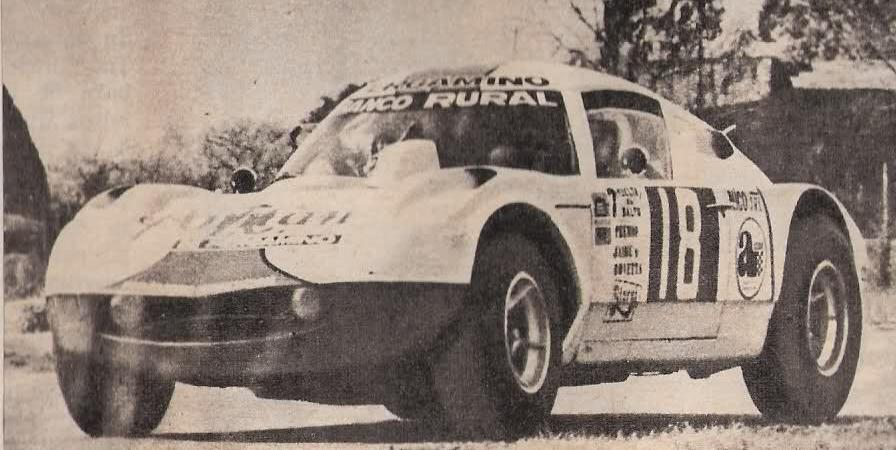
Liebre-Torino Mk.III, utilizado por Gastón Perkins para vencer o campeonato de 1970 da TC

Após a derrota, a equipe de Oreste Berta (que havia vencido em 1967), decide aperfeiçoar seu protótipo para 1969 (sem apoio da fabricante original, a IKA) , produzindo o Liebre-Torino Mk.III. Pairetti - campeão da temporada de 1968 - também substituiu seu carro, adquirindo um protótipo Liebre e montando um motor Chevrolet, sendo nomeado como Liebre-Chevrolet Mk.III ou "Nuevo Naranja". Apesar da disputa, Gaston Perkins venceu a temporada de 1969 pela Berta, com um Liebre-Torino Mk.III.

### Era moderna
No início da década de 70, o domínio da Torino era inabalável. Em 1970, a categoria se dividiu em duas, a Fórmula A e a Fórmula B, sendo que a primeira disputaria etapas exclusivamente em estradas e teria motores de até 3.000cc e a segunda exclusivamente em autódromos, com o regulamento mais similar ao utilizado na era dos sport protótipos. A implementação das Fórmulas teve como ideia forçar o retorno da categoria às estradas, porém, ao longo da temporada de 1970, a Fórmula B foi perdendo adeptos que a Fórmula A. Nessas duas categorias, o título da Fórmula A foi vencido por Luis Rubén Di Palma com um Torino 380W e o título da Fórmula B ficou com Eduardo Copello, com um Liebre-Torino Mk.III.
O mesmo aconteceu na temporada de 1971, com Luis Rubén Di Palma levando o título com a Torino. Porém, as outras marcas começaram a voltar com mais força, como a Chevrolet (com Néstor Garcia Veiga e Marito Garcia), a Chrysler (com Juan Manuel Bordeu e Carlos Loëffel) e a Ford (com Carlos Pairetti).
Na temporada de 1972, chegaram mais carros a categoria, como o Chevrolet Chevy e o Dodge Polara. Naquele ano, a Ford voltou a vencer, com Hector Luis Gradassi pilotando um Ford Falcon. Gradassi viria a se tornar tetra campeão, vencendo os títulos de 1972, 1974, 1975 e 1976, somente sendo interrompido em 1973, quando Nasif Estéfano venceu postumamente, também com um Ford Falcon. Em 1973, a organização obrigou a montagem de uma placa restritora no carburador dos motores, para poder diminuir as velocidades da TC, uma vez que haviam chegado a 250 km/h. Em 1974, começou um conflito entre a ACA e Confederação Argentina de Automobilismo Desportivo (CADAD), a última, uma entidade criada pela própria ACA para substituir a antiga Comissão Desportiva Automobilística (CDA).

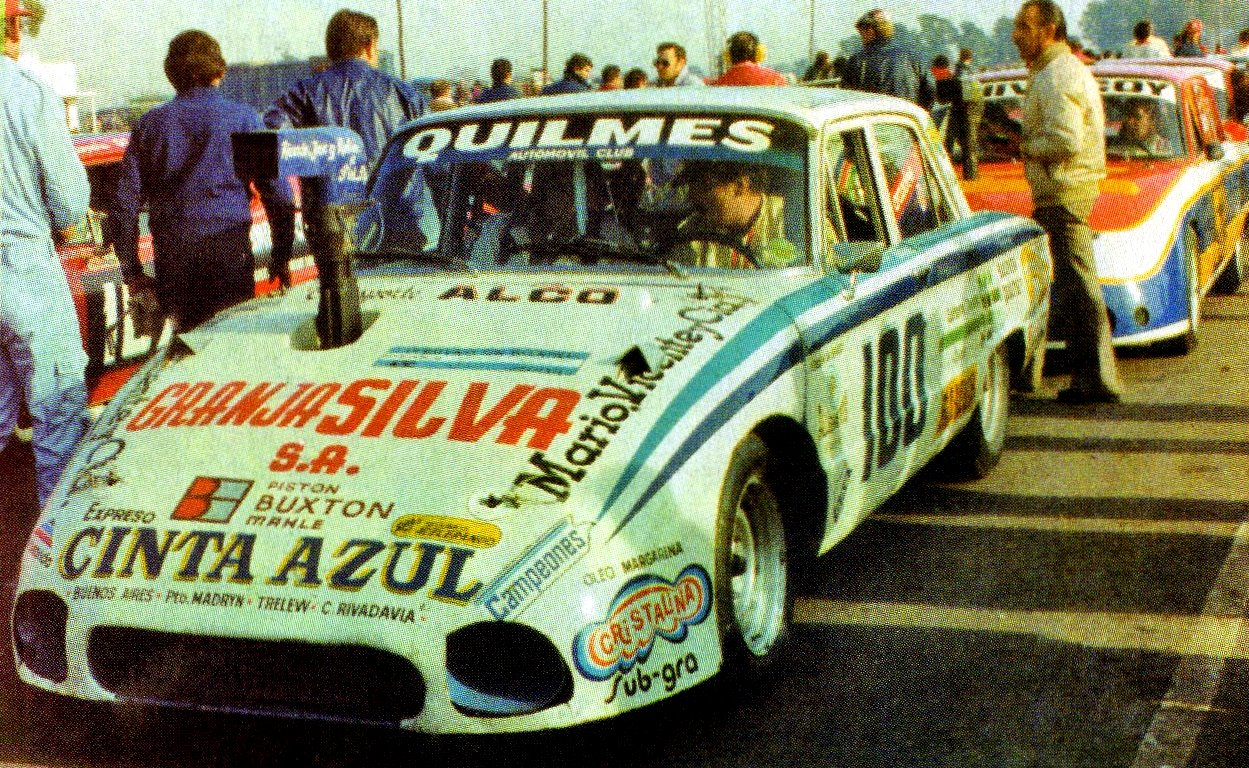
Ford Falcon utilizado por Jorge Martínez Boero para vencer o campeonato de 1982

Em 1977 e 1978, José Maria Traverso levou o título, pilotando um Ford Falcon. Em 1979, o conflito entre a ACA e CADAD recrudesceu e, devido ao conflito, somente foram disputadas treze das quinze etapas marcadas. Com essa situação, a Associação de Pilotos de Turismo Carretera (ACTC), um órgão sindical dos pilotos criado em 1960, decidiu se separar da ACA e da CADAD, assumindo toda a organização da categoria sozinha. A falta de etapas fez a temporada de 1979 durar até 1980, tendo sido sagrado campeão Francisco Espinosa, correndo com um Chevrolet Chevy.
Poucos meses depois do fim do torneio 1979-1980, começou o torneio 1980-1981, que foi vencido por Antonio Aventín, em um Dodge GTX. Durante essa temporada de 1980-1981, Antonio Lizeviche e Víctor Galíndez morreram em um acidente na Vuelta de 25 de Mayo, em 26 de outubro de 1981. Devido as mortes e para resolver o problema dos encerramentos dos torneios em anos diferentes, foi lançado o Torneio Lizeviche-Galíndez, que contaria com cinco etapas durando ate dezembro de 1981. Esse torneio foi vencido por Roberto Mouras, com um Dodge GTX.

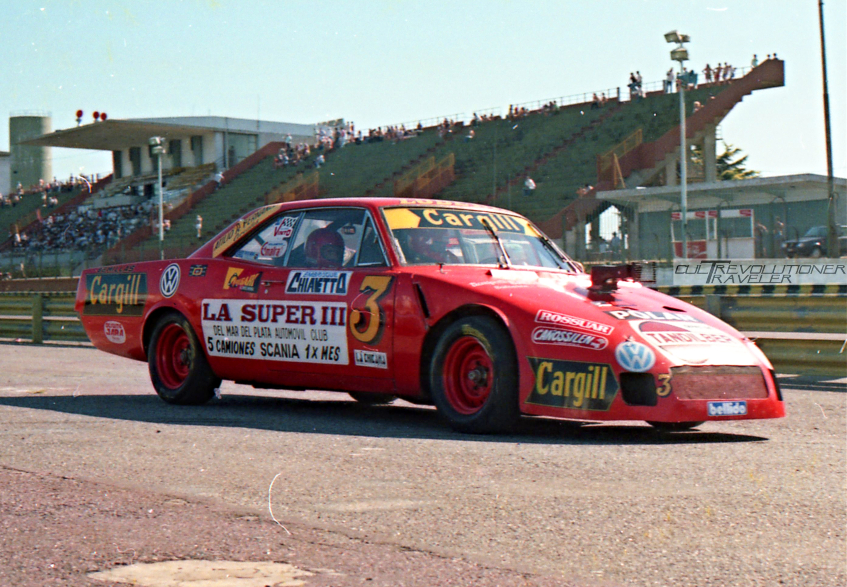
Dodge GTX utilizado por Oscar Castellano em 1987

Em 1982, Jorge Martínez Boero se sagrou campeão, pilotando um Ford Falcon , no que seria o último título da década para qualquer outra marca que não fosse a Dodge, que dominou a década, com os títulos de Roberto Mouras em 1983, 1984 e 1985 , Oscar Angeletti em 1986  e Oscar Castellano em 1987 e 1988, todos ganhados com o Dodge GTX. Modificações no regulamento o para 1989 diminuíram as capacidades dos motores Dodge e retomou a igualdade entre as marcas. Nesse interim, muitos pilotos deixaram a Dodge, tanto pelo novo regulamento quanto pelas dificuldades de manutenção da que os modelos da Chrysler sofriam. A temporada de 1989 foi vencida por Oscar Castellano, com um Ford Falcon.
A década de 90 foi marcada pelo fim das corridas em estradas e circuitos semipermanentes, que era tido como a essência da categoria  e pela polarização da categoria entre a Chevrolet e a Ford, que repartiram os títulos daquela década.
A temporada de 1990 foi definida entre Oscar Castellano, pela Ford, Roberto Mouras e Emilio Satriano, pela Chevrolet, tendo o campeonato sido vencido por Satriano com o Chevrolet Chevy. A Ford respondeu com o Falcon vencendo os próximos quatro anos, com Oscar Aventín em 1991 e 1992, Walter Hernández em 1993 e Eduardo Ramos em 1994. A década foi marcada pela morte de Roberto Mouras na penúltima etapa da categoria, no circuito semipermanente de Lobos em 1992  e de Osvaldo Moresi no semipermanente de La Plata, em 1994, levando a ACTC a proibir as corridas em estradas e circuitos semipermanentes, restringindo a categoria aos autódromos.

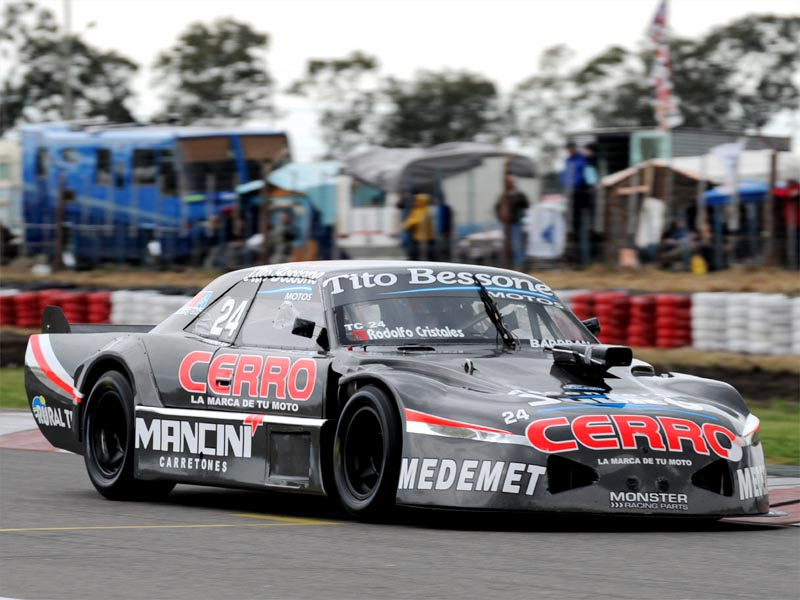
O Dodge Cherokee utilizado por Ernesto Bessone em 2008

Entre 1995, 1996 e 1997, Juan Maria Traverso leva o tri campeonato com o Chevrolet Chevy, somando cinco títulos da categoria (1977, 1978, 1995, 1996, 1997). Guillermo Ortelli, que havia sido vice-campeão em 1996, levou o título de 1998, pilotando uma Chevrolet Chevy. Traverso somaria o sexto título na categoria em 1999, pilotando um Ford Falcon, e após aquele ano, se aposentaria da TC, após desentendimentos com a organização da categroia.
Guillermo Ortelli levaria o título de 2000, 2001 e 2002 com um Chevrolet Chevy, se sagrando tetra campeão da categoria. Nessa época, chegavam novos pilotos que se tornariam estrelas da categoria mais tarde, como Diego Aventín (filho do campeão de 1991, Oscar Aventín), Christian Ledesma, Juan Manuel Silva, Gabriel Ponce de León, Matías Rossi e Sergio Alaux. Em 2002, Juan Maria Traverso retornou à TC, pilotando um Chevrolet Chevy.
A temporada de 2003 marcou o retorno da Dodge e da Torino para os pódios, com Patrício Di Palma vencendo uma etapa com um Torino Cherokee e Ernesto Bessone levando o campeonato de 2003 com o Dodge Cherokee. Já em 2004, Omar Martínez levaria o tiulo com o Ford Falcon, seguido de Juan Manuel Silva em 2005, pela mesma marca.
Em 2006, houve modificações para a segurança na categoria, como modificações na carroceria dos carros, após o acidente que levou a vida de Alberto Noya e seu co-piloto, Gabriel Miller, na TC Pista. Já o campeonato foi decidido de maneira polêmica: Norberto Fontana venceu o título pela Dodge, favorecido pela desclassificação de Diego Aventín por sua equipe, a Lincoln Sport Group, ser descoberta utilizando anéis de pistão de menor diâmetro que os autorizados pelo regulamento da TC no motor da Ford Falcon de Aventín. O vice-campeonato daquela temporada ficou com Patrício Di Palma, pela Torino.
As medidas de segurança tomadas em 2006 não foram suficientes para deter outra tragédia que aconteceria na categoria, com a morte de Gullermo Castellanos em Comodoro Rivadávia. Devido a este acidente, a ACTC aposentou a posição de co-piloto na TC, existente desde os primeiros dias da categoria. O título de 2007 foi levado por Christian Ledesma pela Chevrolet, após três anos de seca para a marca. Ledesma garantiu o título com três etapas de antecipação, o que desagradou a ACTC.

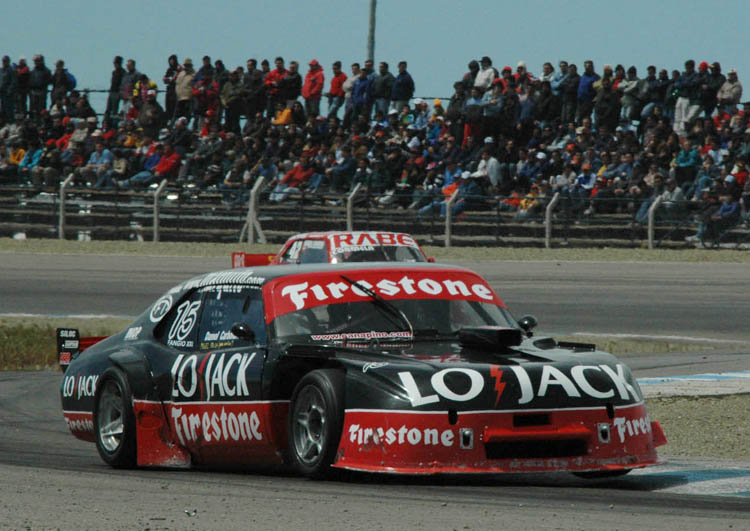
A Chevrolet Chevy de Marcos Di Palma em 2008

Em 2008, o situação que levou ao campeonato antecipado de Ledesma voltou a acontecer, agora com Juan Manuel Silva pela Ford, o que fez a organização da categoria instaurar um novo sistema de definição do campeonato no meio da temporada 2008, com um mata-mata nas últimas cinco etapas e entre os primeiros doze pilotos na classificação do campeonato, o que ficou conhecido por Copa de Ouro (Copa de Oro). A decisão foi polêmica, tendo sido questionada por vários pilotos (principalmente Juan Manuel Silva), devido a terem mudado as regras em meio ao campeonato, impedindo o possível título de Silva. Após o fim da Copa de Ouro de 2008, Guillermo Ortelli levou o título pela Chevrolet, se tornando penta campeão da TC.
Em 2009, novos pilotos começariam a impor sua presença na TC, como Agustín Canapino (que debutou na categoria com um terceiro lugar em Mar de Ajó ), Guido Falaschi, Néstor Girolami, Ezequiel Bosio, Juan Bautista de Benedictis, entre outros. O campeonato tinha como favoritos José Maria Lopéz, pela Torino, e Mariano Altuna, pela Chevrolet, porém, durante a Copa de Ouro, o título ficou com Emanuel Moriatis, pela Ford.
Em 2010, a Copa de Ouro foi uma das mais disputadas da história. Em play-offs em que Mariano Werner (Ford), Gabriel Ponce de León (Ford) e Agustín Canapino (Chevrolet) disputaram o título ponto a ponto, porém sem vencer uma única corrida (requisito necessário para levar o título, segundo o regulamento) levaram a uma final disputada no Autódromo Oscar Alfredo Gálvez, em Buenos Aires, onde o título ficaria para quem vencesse a etapa, com Canapino se sagrando campeão da TC em 2010, sendo o piloto mais jovem à fazê-lo, com 20 anos de idade.
A temporada de 2011 foi marcada pela polêmica e pela tragédia. No início da temporada, em etapa em Buenos Aires, Gabriel Ponce de León foi desclassificado após serem descobertas irregularidades nos motores dos carros da Lincoln Sport Group (equipe de Ponce de León, na época), botando até o título de Emanuel Moriatis em 2009 em dúvida (devido a Moriatis ser piloto dessa equipe). Ao fim, a equipe decidiu abandonar a categoria aquele ano. Ainda aquele ano, Mauro Giallombardo foi multado por favorecer seu companheiro de equipe, Néstor Girolami, durante uma etapa. Durante etapa em Balcarce, Guido Falaschi morreu em um acidente, após sair da pista, bater na barreira de pneus e ser atingido pelos carros de Guillermo Ortelli e Néstor Girolami. Devido a ter sido um piloto jovem e disputando o título da categoria, isso enlutou a categoria. Gullermo Ortelli venceria o título de 2011, pela Chevrolet, se sagrando hexa campeão da categoria.

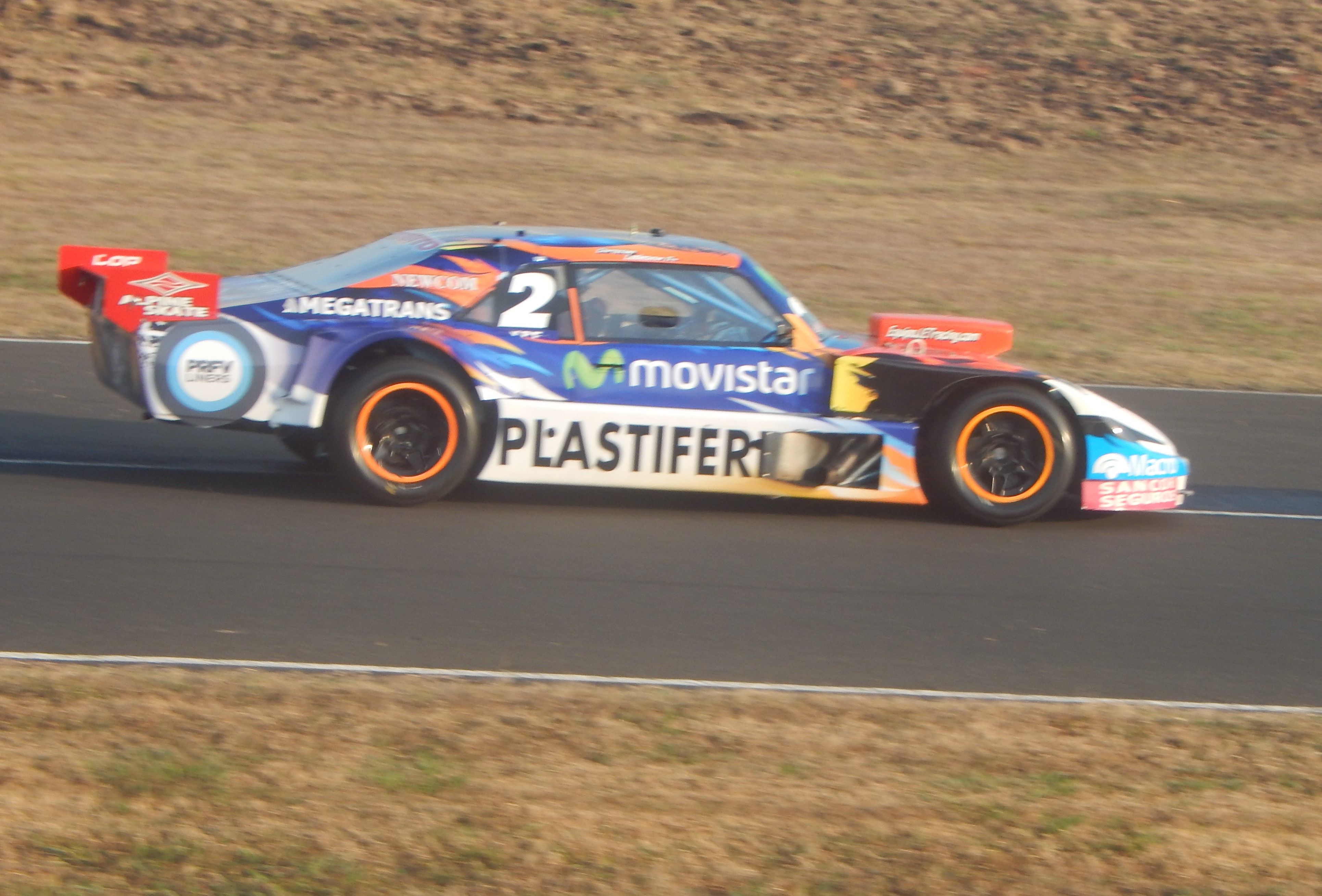
Chevrolet Chevy de Christian Ledesma, em 2015

Em 2012, Mauro Giallombardo levaria o título pela Ford, tendo conquistado o campeonato na última corrida da Copa de Ouro, em La Plata. Matías Rossi, que teve desempenho melhor na etapa regular, foi o vice-campeão pela Chevrolet, após trocar de equipe no meio da temporada. Já em 2013, Diego Aventín levaria o título pela Ford, vencendo tanto a etapa regular quanto a Copa de Ouro. Mariano Werner foi o vice-campeão em 2013, também pela Ford. Na temporada de 2014, Matías Rossi levaria o título pela Chevrolet, após cinco vitórias (quatro na etapa regular e uma na Copa de Ouro). Christian Ledesma seria vice-campeão, também pela Chevrolet, com quatro vitórias no campeonato (duas na etapa regular e duas na Copa de Ouro).
A temporada de 2015 entrou para história da TC pela implementação de novos grupos propulsores na categoria (o que não acontecia à 40 anos). Os novos motores são modificações dos motores tradicionais (Chevrolet, Ford e Cherokee), mas com um comando de válvulas OHC, com 24 válvulas, projetado por Jorge Pedrsoli e Orestes Berta, e produzidos pela TopLine, em Rafaela, na Argentina. Esses novos motores produzem agora 461 cv (339 kW) a 466 cv (343 kW), porém, diminuindo os custos de manutenção dos antigos motores, que passavam dos 40 anos de produção. Também começou a ser utilizados chassis tubulares, produzidos pela Talleres Jakos, de Ramos Meíja, com bolhas de corrida imitando os modelos já utilizados na categoria. Omar Martínez, com a Ford, levou o título de 2015, vencendo quatro etapas (duas na etapa regular e duas na copa de ouro), se tornando bicampeão na categoria, também sendo o piloto mais velho a vencer na categoria, com 49 anos de idade em 2015. O campeão da temporada anterior, Matías Rossi, com a Chevrolet, foi vice-campeão em 2015, com somente duas vitórias no campeonato (ambas na etapa regular). Também nessa temporada, a Dodge (com Facundo Ardosso) e a Torino (com Luis José Di Palma) chegariam em 3º e 4º no campeonato.
O título da temporada de 2016 foi conquistado por Guillermo Ortelli, pela Chevrolet. Nesse interim, Ortelli se tornava heptacampeão da categoria. O vice-campeonato foi conquistado por Matías Rossi, pela Chevrolet (sendo o segundo vice seguido do piloto) e Mariano Werner ficou em terceiro lugar na tabela, pilotando um Ford Falcon. O vice campeonato e a terceira posição eram inicialmente invertidos (Werner em segundo e Rossi em terceiro), porém, isso foi retificado, após serem revelados erros da ACTC no calcular os pontos na etapa de Termas de Rio Hondo.
Em 2017, uma corrida especial foi criada para comemorar os 80 anos da categoria, os 1000 km de Buenos Aires, disputados no Autódromo Oscar y Juan Gálvez, em Buenos Aires. Essa etapa tem um regulamento particular, autorizando mais de um piloto por carro (como em corridas de endurance) e pontuação especial. A etapa foi vencida por Juan Manuel Silva e Juan Catalán Magni, pilotando um Ford Falcon. A temporada foi levada por Agustín Canapino, pela Chevrolet, se sagrando bicampeão da categoria. O vice-campeonato ficou com Facundo Ardusso, pela Torino, tendo pontuado mais no campeonato.

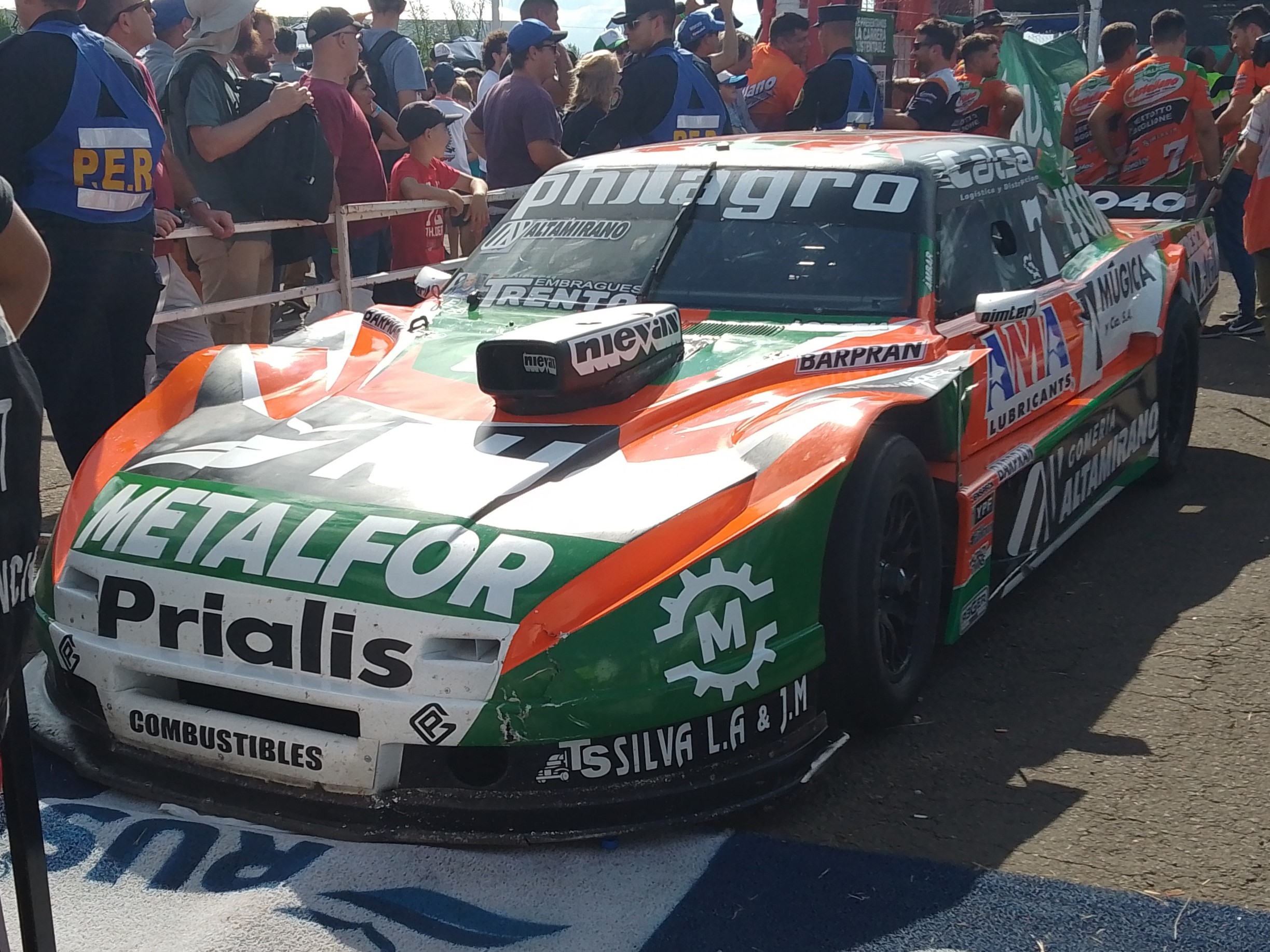
o Dodge Cherokee de Jonatan Castellano em 2023

A temporada de 2018 foi marcada pela criação do Torneio de Corridas Especiais (Torneo de Carreras Especiales), um pequeno campeonato dentro do campeonato da TC, que era composto pelas quatro etapas do calendário, com o prêmio sendo um espaço na Copa de Ouro. O vencedor da temporada (e também do Torneiro de Corridas Especiais) foi Agustín Canapino, pela Chevrolet, se tornando tricampeão da categoria. O vice-campeonato foi de Jonatan Castellano, com a Dodge, tendo pontuado mais no campeonato, mas não tido um bom desempenho na Copa de Ouro.
Em 2019, o título da TC foi conquistado novamente por Agustín Canapino, pela Chevrolet, se tornando tetracampeão da categoria. O vice-campeonato ficou com José Manuel Urcera, pela Chevrolet, tendo marcado maioria dos pontos na temporada, mas acabou não vencendo a Copa de Ouro, e o terceiro lugar no campeonato ficou com Mariano Werner, pela Ford, tendo vencido uma única vez na temporada.
A temporada de 2020 foi marcada pela interrupção do campeonato devido a pandemia de COVID-19, tendo a ACTC suspendido suas atividades como medida de segurança. Por consequência, o calendário do campeonato teve que ser modificado, se adaptando as situações sanitárias de cada local e se aplicando os protocolos de segurança durante as etapas. Foram disputadas somente 11 etapas, sendo oito delas como calendário regular e três delas sendo a Copa de Ouro. A temporada foi levada por Mariano Werner, pela Ford. O vice-campeonato ficou com Juan Cruz Benevenuti, pela Torino  e o terceiro lugar, ficou com José Manuel Urcera, pela Chevrolet.
Em 2021, a temporada teve uma novidade importante para a época, a ACTC autorizou os pilotos da TC poderiam nomear pilotos suplentes em caso de algum deles contrair a COVID-19. Mariano Werner levou o campeonato pela Ford, se sagrando bicampeão da categoria. O vice-campeonato ficou com o uruguaio Mauricio Lambiris, com um Ford Falcon.
A temporada de 2022 foi marcada pela entrada de outra marca na categoria: a Toyota, que chegou um equipe própria e dois carros (Toyota Camry), pilotados por Matías Rossi e Andrés Jakos. No campeonato, José Manuel Urcera levou o título pela Torino, que vencia na categoria pela primeira vez desde 1971. O vice-campeonato ficou com Mariano Werner pela Ford.
A temporada de 2023 foi levada pelo vice-campeão de 2022, Mariano Werner, pela Ford, seguido de Julian Santero (também com um Ford e em sua primeira temporada na categoria) e Santiago Mangoni, pela Chevrolet.

## Categorias

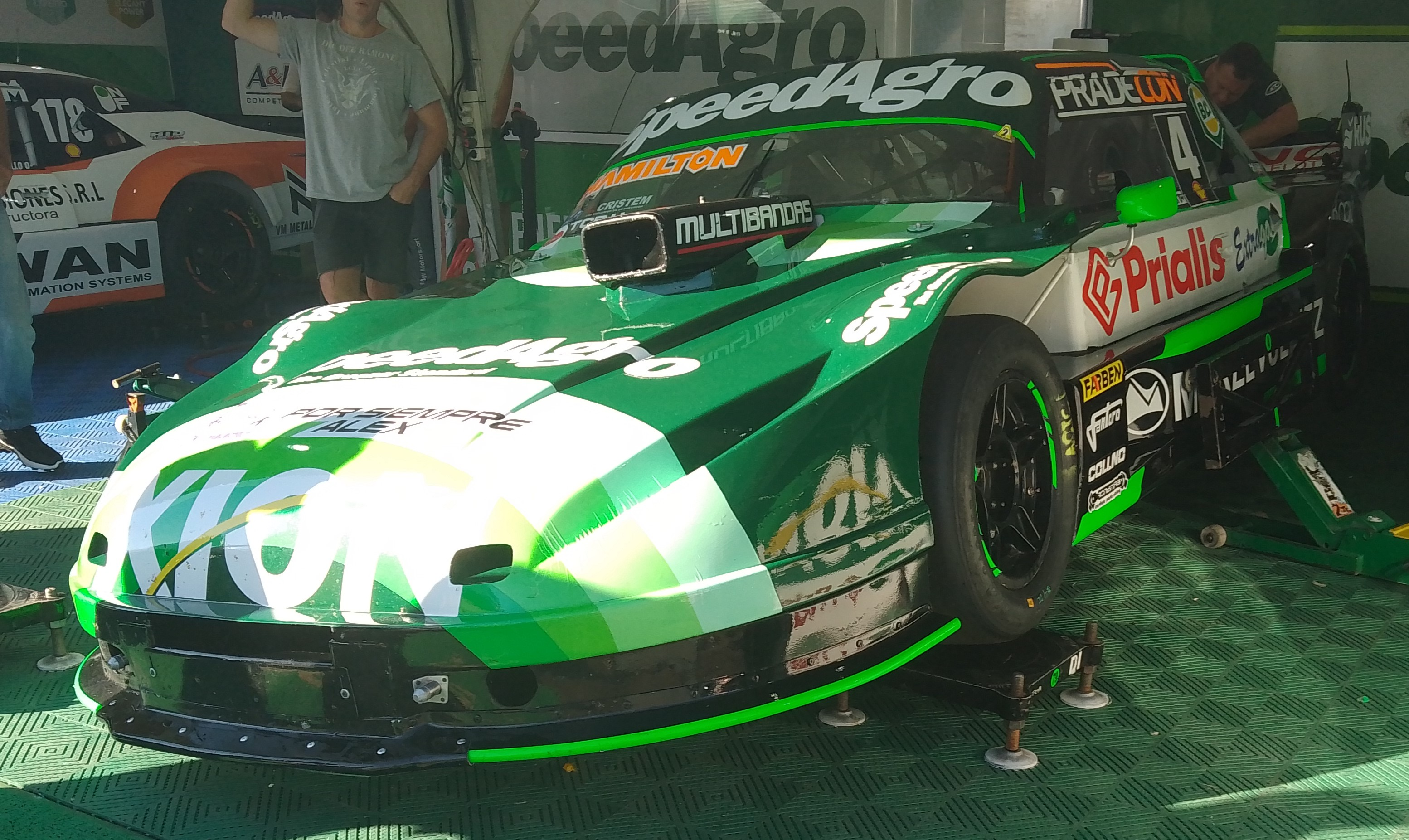
Torino da TC Pista

### TC Pista
A TC Pista (TCP) foi criada em 1995, pela Associação de Pilotos da Turismo Carretera (ACTC) como uma categoria escola, para receber pilotos vindos de categorias regionais e prepará-los para disputar a TC. A TC Pista também serviu para auxiliar a TC a evacuar vários pilotos que não podiam mais correr a Turismo Carretera após o fim das corridas em estradas e circuitos semipermanentes em 1994. A categoria utiliza carros similares aos utilizados na TC, porém com motores de menor potência.

### TC Mouras
A TC Mouras (TCM) foi criada em 2004 pela ACTC, também como uma categoria escola, porém, era voltada para pilotos recém saídos do kartismo e de competições de fórmula na Argentina. A categoria corre, majoritariamente, no Autódromo Roberto Mouras, em La Plata. Os carros são idênticos aos utilizados na TC Pista.

### TC Pista Mouras

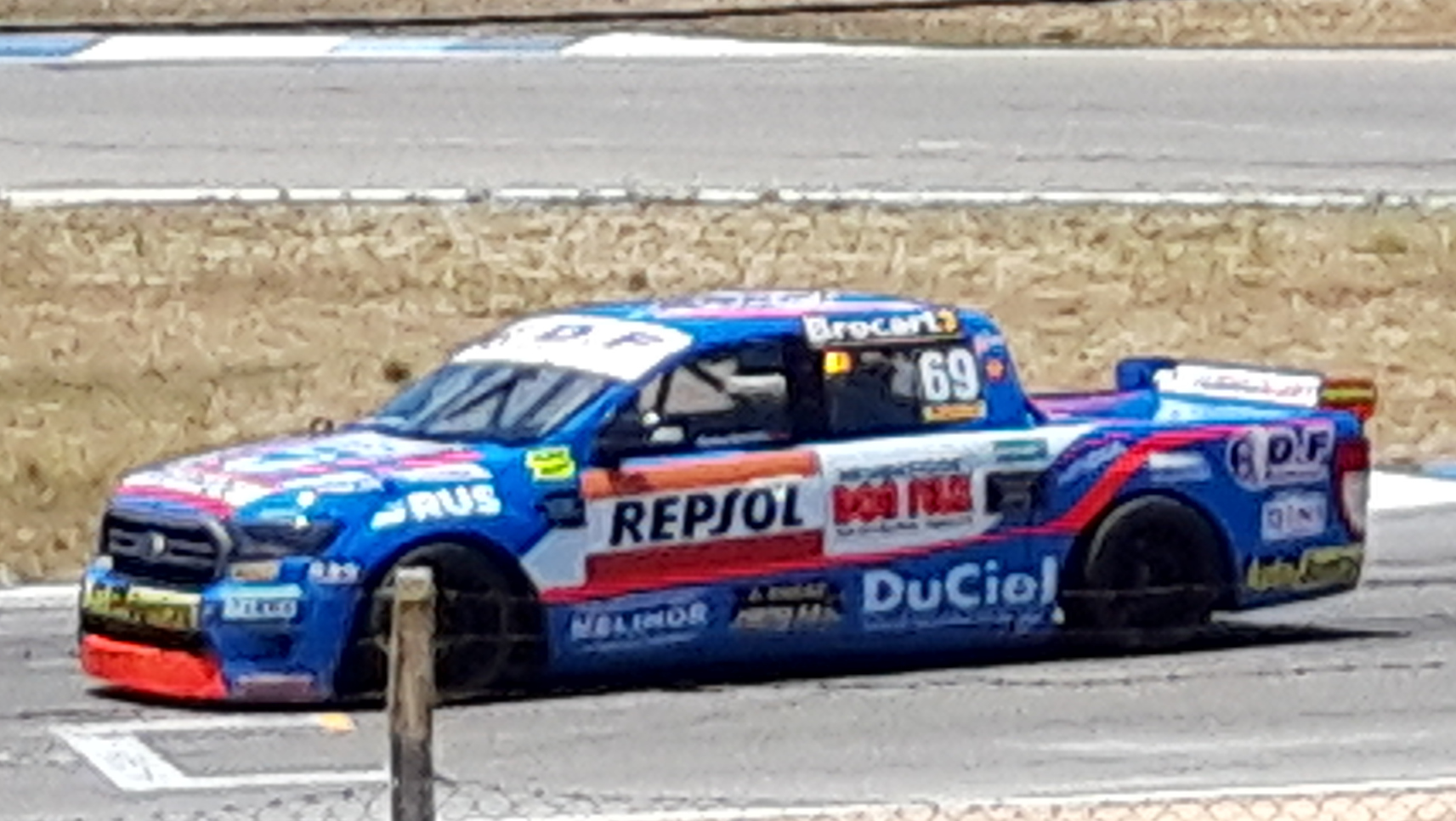
Ford Ranger da TC Pick Up, em 2021

A TC Pista Mouras (TCPM) foi criada em 2008 pela ACTC, também como uma categoria escola, voltada para pilotos recém saídos do kartismo e de competições de fórmula na Argentina e pilotos mais experientes de nível regional. A categoria corre, majoritariamente, no Autódromo Roberto Mouras, em La Plata, com carros são idênticos aos utilizados na TC Pista.

### TC Pick Up
A TC Pick Up (TCPK) foi criada em 2017 pela ACTC, como uma nova categoria de automobilismo na Argentina, voltada às camionetes, que representam uma boa parcela do mercado argentino. A categoria corre com bolhas de corrida similares a camionetes de várias marcas do mercado argentino, como Chevrolet, Ford, Fiat, Nissan, Toyota e Volkswagen. Os motores são todos baseados nos motores Chevrolet, Ford e Cherokee utilizados na TC, com cabeçote OHC 24v, produzido pela TopLine.

### TCP Pick Up
A TCP Pick Up (TCPPK) foi criada em 2023 pela ACTC, como uma categoria escola da TC Pick Up, utilizando as mesmas camionetes da categoria, mas com motores de menor potência (como os utilizados pela TC Pista).

## Marcas
- Ford - Ford Falcon
- Chevrolet - Chevrolet Chevy
- Dodge - Dodge Cherokee
- Torino - IKA Torino Cherokee
- Toyota - Toyota Camry

### Vitórias por marca
| Décadas            | Marcas | Marcas | Marcas | Marcas | Marcas |
| Décadas            |        |        |        |        |        |
| Décadas de 30 e 40 | 18     | 1      | 25     | -      | -      |
| Década de 50       | 35     | -      | 135    | -      | -      |
| Década de 60       | 103    | 6 *    | 115    | 39     | 1      |
| Década de 70       | 23     | 23 *   | 71     | 26     | -      |
| Década de 80       | 35     | 86     | 37     | -      | -      |
| Década de 90       | 71     | 7      | 82     | -      | -      |
| Década de 2000     | 57     | 16     | 78     | 9      | -      |
| Década de 2010     | 58     | 20     | 52     | 27     | -      |
| Década de 2020     | 14     | 5      | 19     | 11     | -      |
| Total              | 414    | 164    | 614    | 112    | 1      |

### Títulos por Marca
| Marcas  |    |    |    |   |
| Títulos | 22 | 10 | 46 | 6 |

## Campeões

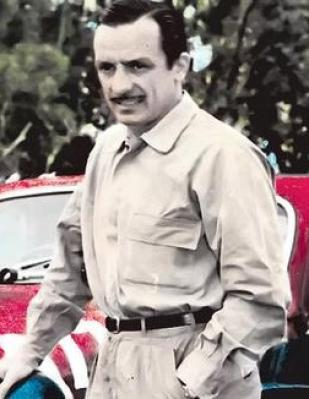
Juan Galvéz, maior campeão da categoria, com nove títulos (1949, 1950, 1951, 1952, 1955, 1956, 1957, 1957 e 1960)

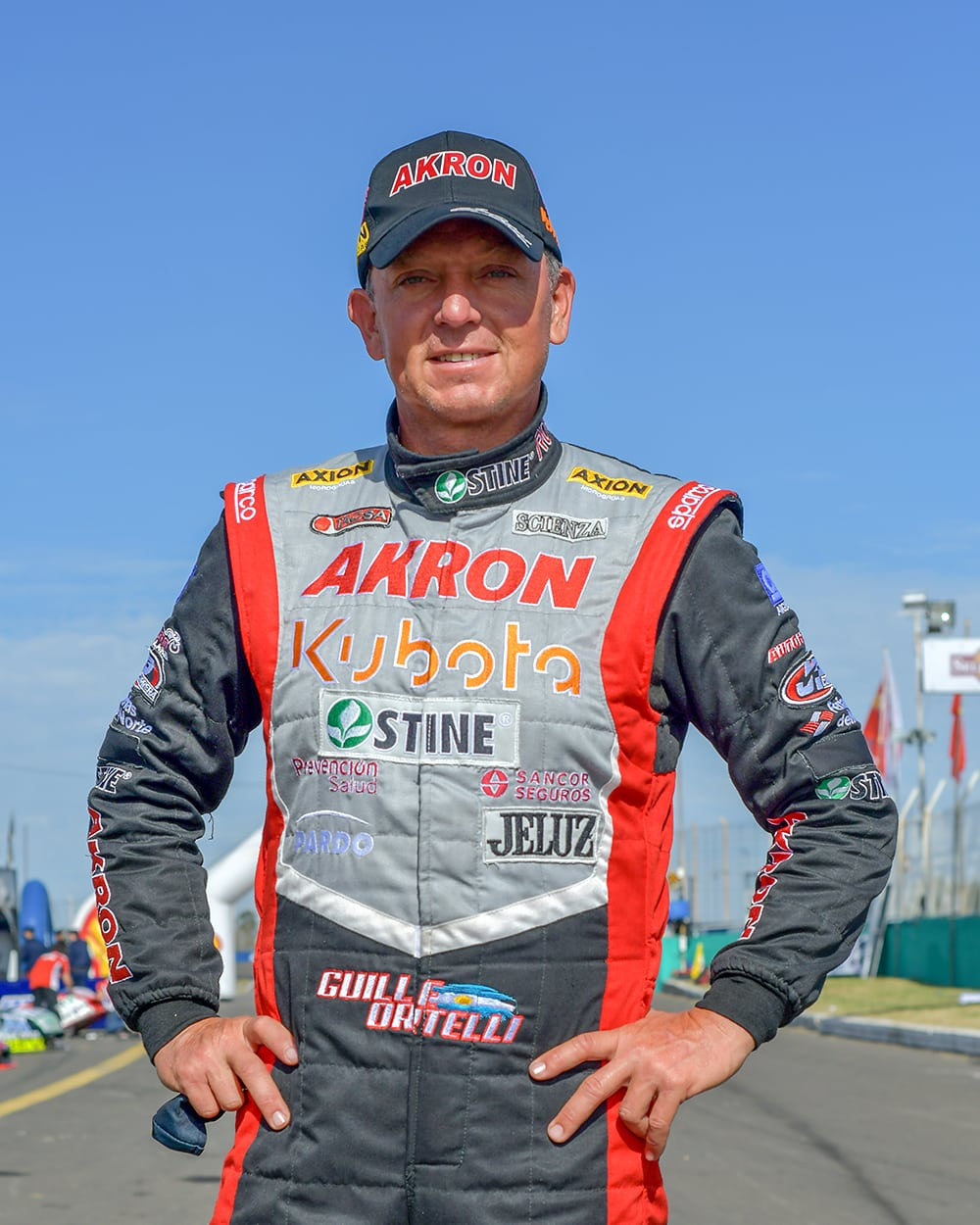
Guillermo Ortelli, heptacampeão da TC (1998, 2000, 2001, 2002, 2008, 2011 e 2016)

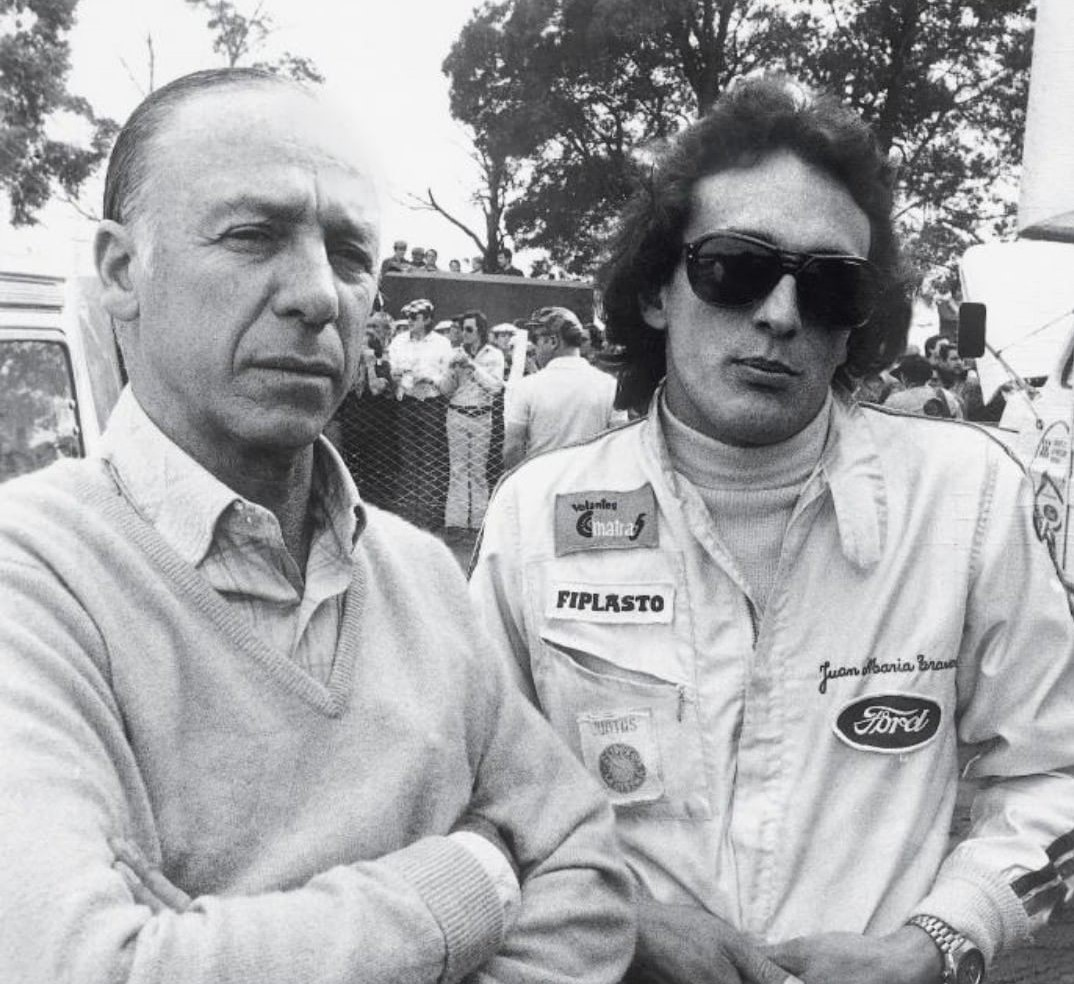
Oscar Galvéz (esquerda) e Juan Maria Traverso (direita), penta e hexacampeões da categoria, respectivamente

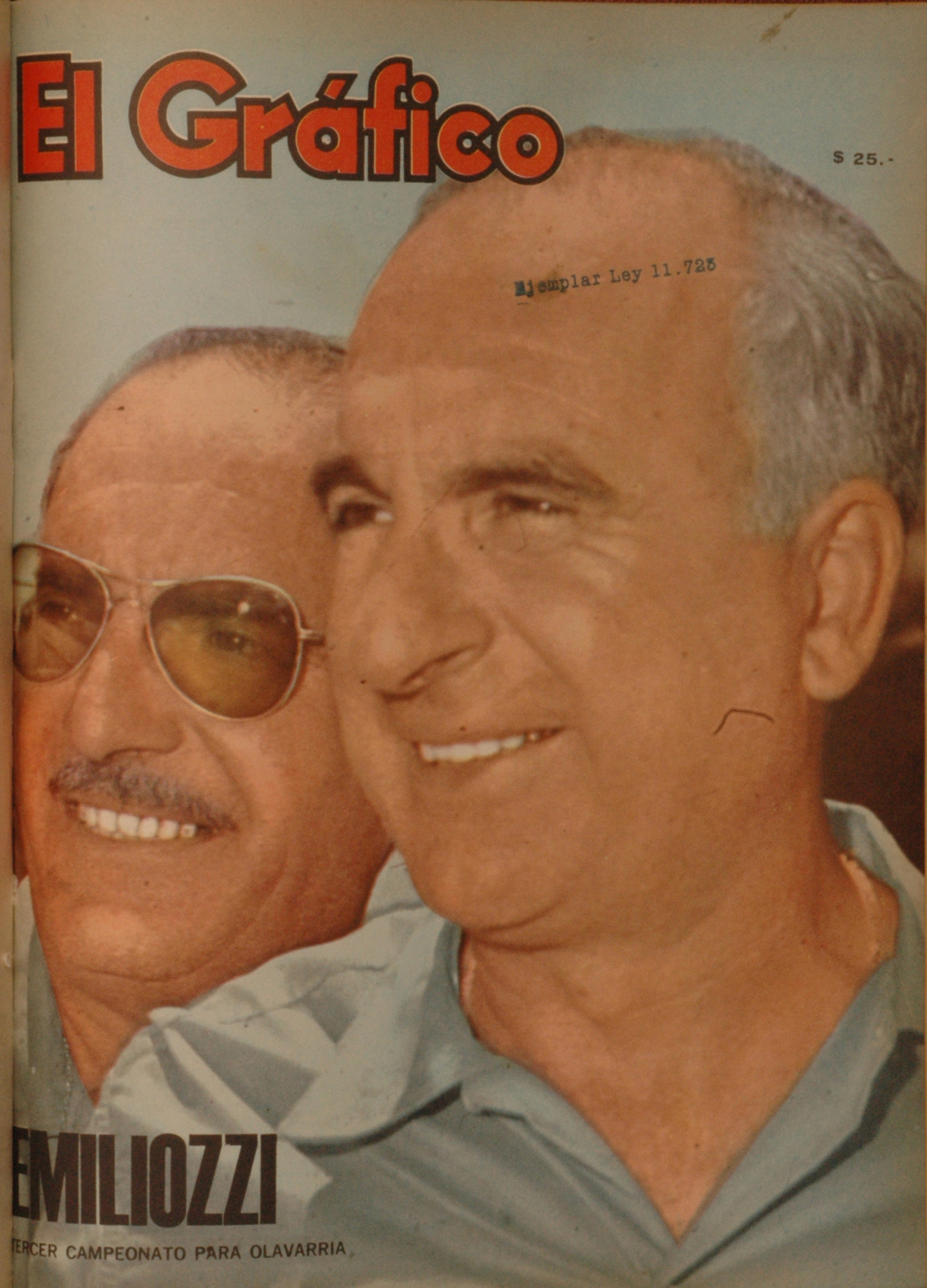
Dante Emiliozzi, tetracampeão da TC (na foto, com seu irmão e co-piloto, Torcuato Emiliozzi)

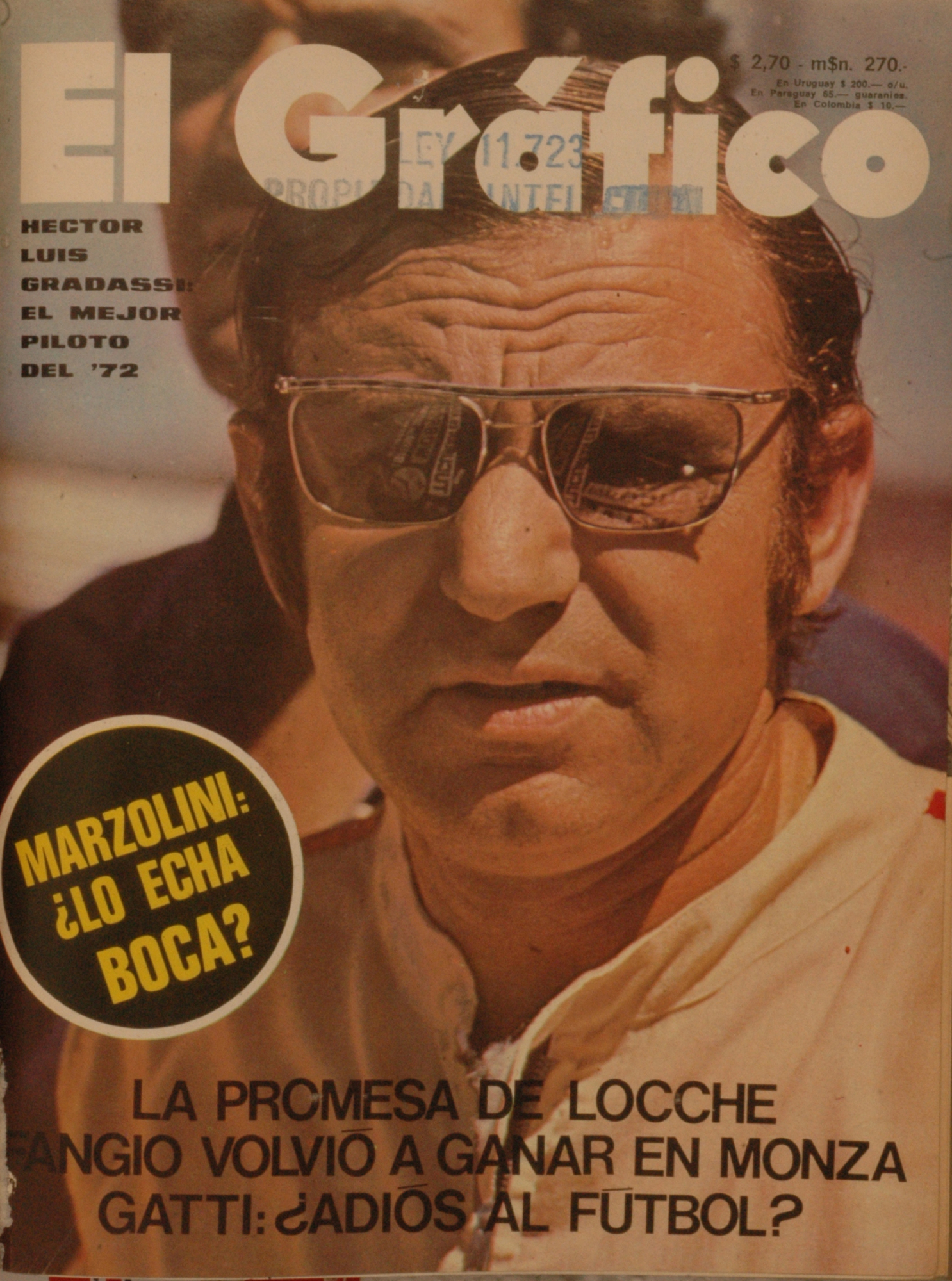
Héctor Luis Gradazzi, tetracampeão da TC (1972, 1974, 1975 e 1976)

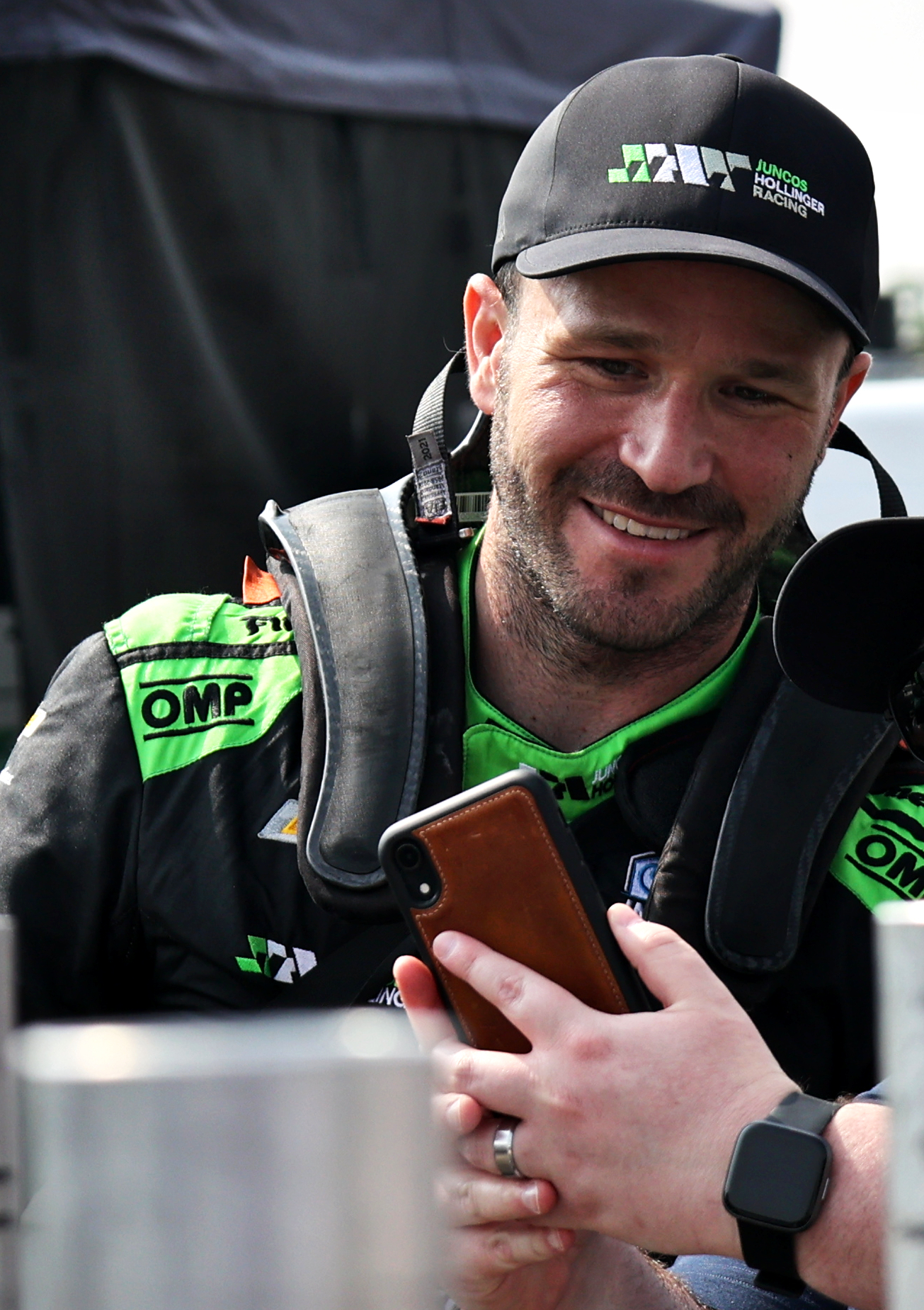
Agustín Canapino, tetracampeão da TC (2010, 2017, 2018 e 2019)

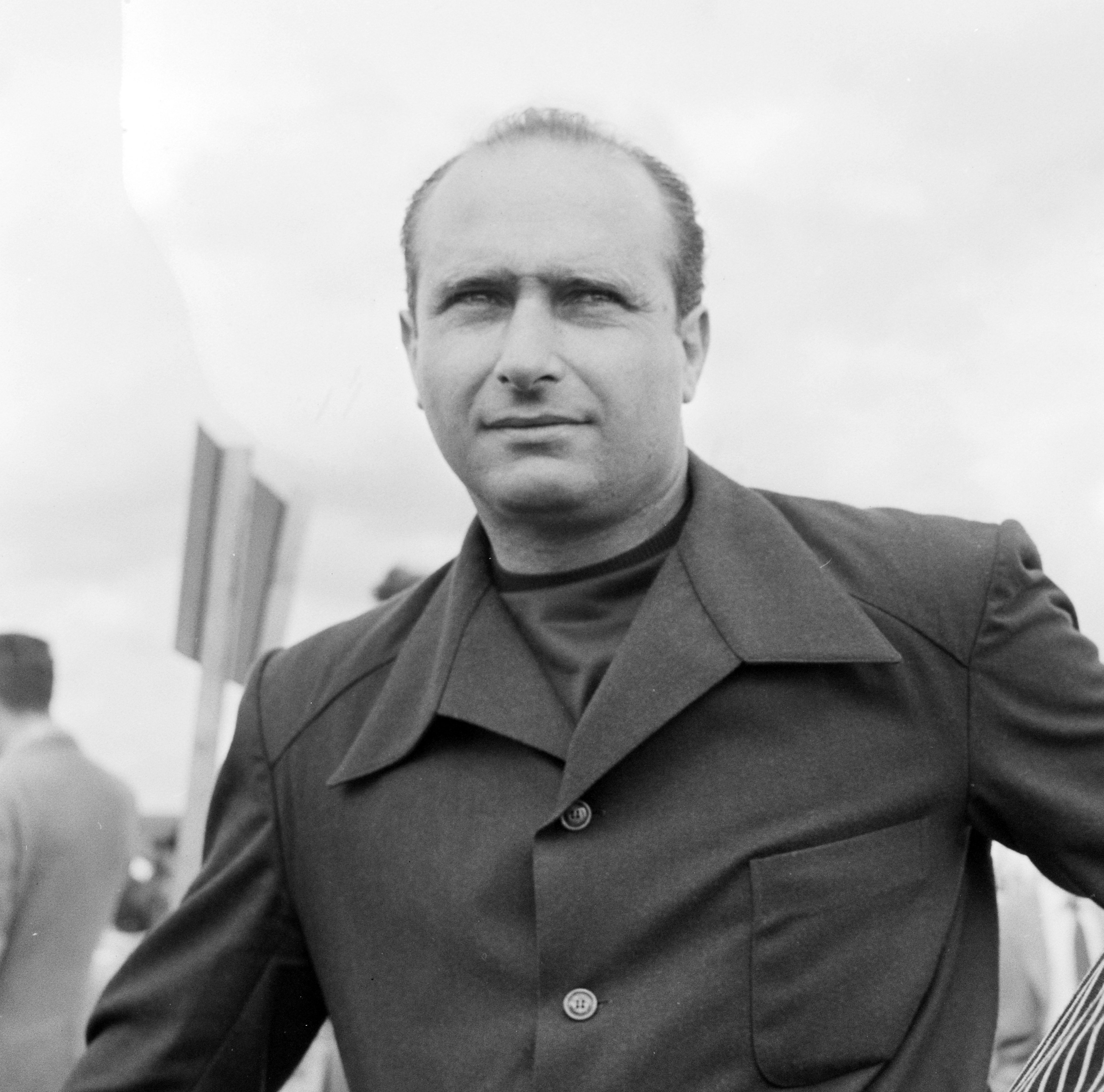
Juan Manuel Fangio, bicampeão da TC (1940 e 1941)

| Ano                               | Piloto                            | Marca                             |
| Campeonato Argentino de Velocidad | Campeonato Argentino de Velocidad | Campeonato Argentino de Velocidad |
| --------------------------------- | --------------------------------- | --------------------------------- |
| 1937                              | Eduardo Pedrazzini                | Ford V8 Coupé                     |
| 1938                              | Ricardo Risatti I                 | Ford V8 Coupé                     |
| Turismo Carretera                 |                                   |                                   |
| 1939                              | Ángel Lo Valvo                    | Ford V8 Coupé                     |
| 1940                              | Juan Manuel Fangio                | Chevrolet Master                  |
| 1941                              | Juan Manuel Fangio                | Chevrolet Master                  |
| 1942                              | Paralisado após a segunda etapa   | Paralisado após a segunda etapa   |
| 1943 - 1946                       | Paralisado                        | Paralisado                        |
| 1947                              | Oscar Gálvez                      | Ford V8 Coupé                     |
| 1948                              | Oscar Gálvez                      | Ford V8 Coupé                     |
| 1949                              | Juan Gálvez                       | Ford V8 Coupé                     |
| 1950                              | Juan Gálvez                       | Ford V8 Coupé                     |
| 1951                              | Juan Gálvez                       | Ford V8 Coupé                     |
| 1952                              | Juan Gálvez                       | Ford V8 Coupé                     |
| 1953                              | Oscar Gálvez                      | Ford V8 Coupé                     |
| 1954                              | Oscar Gálvez                      | Ford V8 Coupé                     |
| 1955                              | Juan Gálvez                       | Ford V8 Coupé                     |
| 1956                              | Juan Gálvez                       | Ford V8 Coupé                     |
| 1957                              | Juan Gálvez                       | Ford V8 Coupé                     |
| 1958                              | Juan Gálvez                       | Ford V8 Coupé                     |
| 1959                              | Rodolfo de Álzaga                 | Ford V8 Coupé                     |
| 1960                              | Juan Gálvez                       | Ford V8 Coupé                     |
| 1961                              | Oscar Gálvez                      | Ford V8 Coupé                     |
| 1962                              | Dante Emiliozzi                   | Ford V8 Coupé                     |
| 1963                              | Dante Emiliozzi                   | Ford V8 Coupé                     |
| 1964                              | Dante Emiliozzi                   | Ford V8 Coupé                     |
| 1965                              | Dante Emiliozzi                   | Ford V8 Coupé                     |
| 1966                              | Juan Manuel Bordeu                | Chevrolet Master                  |
| 1967                              | Eduardo Copello                   | Liebre-Torino Mk.II               |
| 1968                              | Carlo Pairetti                    | Fast-Chevrolet                    |
| 1969                              | Gastón Perkins                    | Liebre-Torino Mk.III              |
| 1970                              | Luis Rubén Di Palma (Fórmula A)   | Torino 380W                       |
| 1970                              | Eduardo Copello (Fórmula B)       | Liebre-Torino Mk.III              |
| 1971                              | Luis Rubén Di Palma               | Torino 380W                       |
| 1972                              | Héctor Luis Gradassi              | Ford Falcon                       |
| 1973                              | Nasif Estéfano                    | Ford Falcon                       |
| 1974                              | Héctor Luis Gradassi              | Ford Falcon                       |
| 1975                              | Héctor Luis Gradassi              | Ford Falcon                       |
| 1976                              | Héctor Luis Gradassi              | Ford Falcon                       |
| 1977                              | Juan María Traverso               | Ford Falcon                       |
| 1978                              | Juan María Traverso               | Ford Falcon                       |
| 1979 - 1980                       | Francisco Espinosa                | Chevrolet Chevy                   |
| 1980 - 1981                       | Antonio Aventin                   | Dodge GTX                         |
| 1981                              | Roberto Mouras                    | Dodge GTX                         |
| 1982                              | Jorge Martínez Boero              | Ford Falcon                       |
| 1983                              | Roberto Mouras                    | Dodge GTX                         |
| 1984                              | Roberto Mouras                    | Dodge GTX                         |
| 1985                              | Roberto Mouras                    | Dodge GTX                         |
| 1986                              | Oscar Angeletti                   | Dodge GTX                         |
| 1987                              | Oscar Castellano                  | Dodge GTX                         |
| 1988                              | Oscar Castellano                  | Dodge GTX                         |
| 1989                              | Oscar Castellano                  | Ford Falcon                       |
| 1990                              | Emilio Satriano                   | Chevrolet Chevy                   |
| 1991                              | Oscar Aventin                     | Ford Falcon                       |
| 1992                              | Oscar Aventin                     | Ford Falcon                       |
| 1993                              | Walter Hernández                  | Ford Falcon                       |
| 1994                              | Eduardo Ramos                     | Ford Falcon                       |
| 1995                              | Juan María Traverso               | Chevrolet Chevy                   |
| 1996                              | Juan María Traverso               | Chevrolet Chevy                   |
| 1997                              | Juan María Traverso               | Chevrolet Chevy                   |
| 1998                              | Guillermo Ortelli                 | Chevrolet Chevy                   |
| 1999                              | Juan María Traverso               | Ford Falcon                       |
| 2000                              | Guillermo Ortelli                 | Chevrolet Chevy                   |
| 2001                              | Guillermo Ortelli                 | Chevrolet Chevy                   |
| 2002                              | Guillermo Ortelli                 | Chevrolet Chevy                   |
| 2003                              | Ernesto Bessone II                | Dodge Cherokee                    |
| 2004                              | Omar Martínez                     | Ford Falcon                       |
| 2005                              | Juan Manuel Silva                 | Ford Falcon                       |
| 2006                              | Norberto Fontana                  | Dodge Cherokee                    |
| 2007                              | Christian Ledesma                 | Chevrolet Chevy                   |
| 2008                              | Guillermo Ortelli                 | Chevrolet Chevy                   |
| 2009                              | Emanuel Moriatis                  | Ford Falcon                       |
| 2010                              | Agustín Canapino                  | Chevrolet Chevy                   |
| 2011                              | Guillermo Ortelli                 | Chevrolet Chevy                   |
| 2012                              | Mauro Giallombardo                | Ford Falcon                       |
| 2013                              | Diego Aventín                     | Ford Falcon                       |
| 2014                              | Matias Rossi                      | Chevrolet Chevy                   |
| 2015                              | Omar Martínez                     | Ford Falcon                       |
| 2016                              | Guillermo Ortelli                 | Chevrolet Chevy                   |
| 2017                              | Agustín Canapino                  | Chevrolet Chevy                   |
| 2018                              | Agustín Canapino                  | Chevrolet Chevy                   |
| 2019                              | Agustín Canapino                  | Chevrolet Chevy                   |
| 2020                              | Mariano Werner                    | Ford Falcon                       |
| 2021                              | Mariano Werner                    | Ford Falcon                       |
| 2022                              | José Manuel Urcera                | Torino Cherokee                   |
| 2023                              | Mariano Werner                    | Ford Falcon                       |
| 2024                              | Julián Santero                    | Ford Mustang                      |

### Pilotos com mais títulos
| Piloto               | Total |
| -------------------- | ----- |
| Juan Gálvez          | 9     |
| Guillermo Ortelli    | 7     |
| Juan María Traverso  | 6     |
| Óscar Gálvez         | 5     |
| Dante Emiliozzi      | 4     |
| Héctor Luis Gradassi | 4     |
| Agustín Canapino     | 4     |